# Mosaico del Nilo
Il Mosaico del Nilo è un mosaico conservato nel Museo archeologico nazionale di Palestrina.
Scoperto tra la fine del Cinquecento e gli inizi del Seicento all'interno della cosiddetta aula absidata del Foro Civile dell’Antica Praeneste, adibita allora a cantina del vecchio Palazzo Vescovile.

## Storia
Molto probabilmente venne ritrovato tra la fine del XVI e gli inizi del XVII sec. all'interno della cantina del vecchio Palazzo Vescovile.
Nel 1625 il Vescovo di Palestrina, Cardinale Andrea Baroni Peretti Montalto, resosi conto dell'importanza di quel mosaico, lo fece staccare dal pavimento, poi lo fece dividere in pezzi quadri, e infine diede ordine di trasportarlo a Roma. In cambio del Mosaico del Nilo, il Cardinale donò alcuni paramenti alla sagrestia della Cattedrale di Sant’Agapito.
Quando il feudo di Palestrina fu acquistato dalla Famiglia Barberini nel 1630, il Cardinale Francesco Barberini, grande collezionista di opere d'arte, fece di tutto per entrare in possesso del Mosaico. Ci riuscì nel 1635 grazie allo zio materno, il Cardinale Lorenzo Magalotti, che a sua volta lo aveva ricevuto in dono dall'Abate Francesco Peretti, erede del Cardinale Andrea.
Il Mosaico fu fatto restaurare da Battista Calandra, rinomato mosaicista e autore di alcuni mosaici della Basilica di San Pietro.
Nel 1640 l'opera restaurata fu riportata a Palestrina e collocata nella sua posizione originale, in quell’aula absidata che intanto era stata fatta restaurare dal Principe Taddeo Barberini.
Ma quella sistemazione non si dimostrò la migliore. Infatti l'oscurità e soprattutto l'umidità dell'aula resero necessario un secondo restauro. Nel 1853 il Principe Francesco Barberini affidò l'incarico al Cavalier Giovanni Azzurri, professore di architettura dell'Accademia di San Luca e architetto di casa Barberini. Così il Mosaico venne diviso in 27 lastre di varia grandezza e riportato a Roma per il restauro.

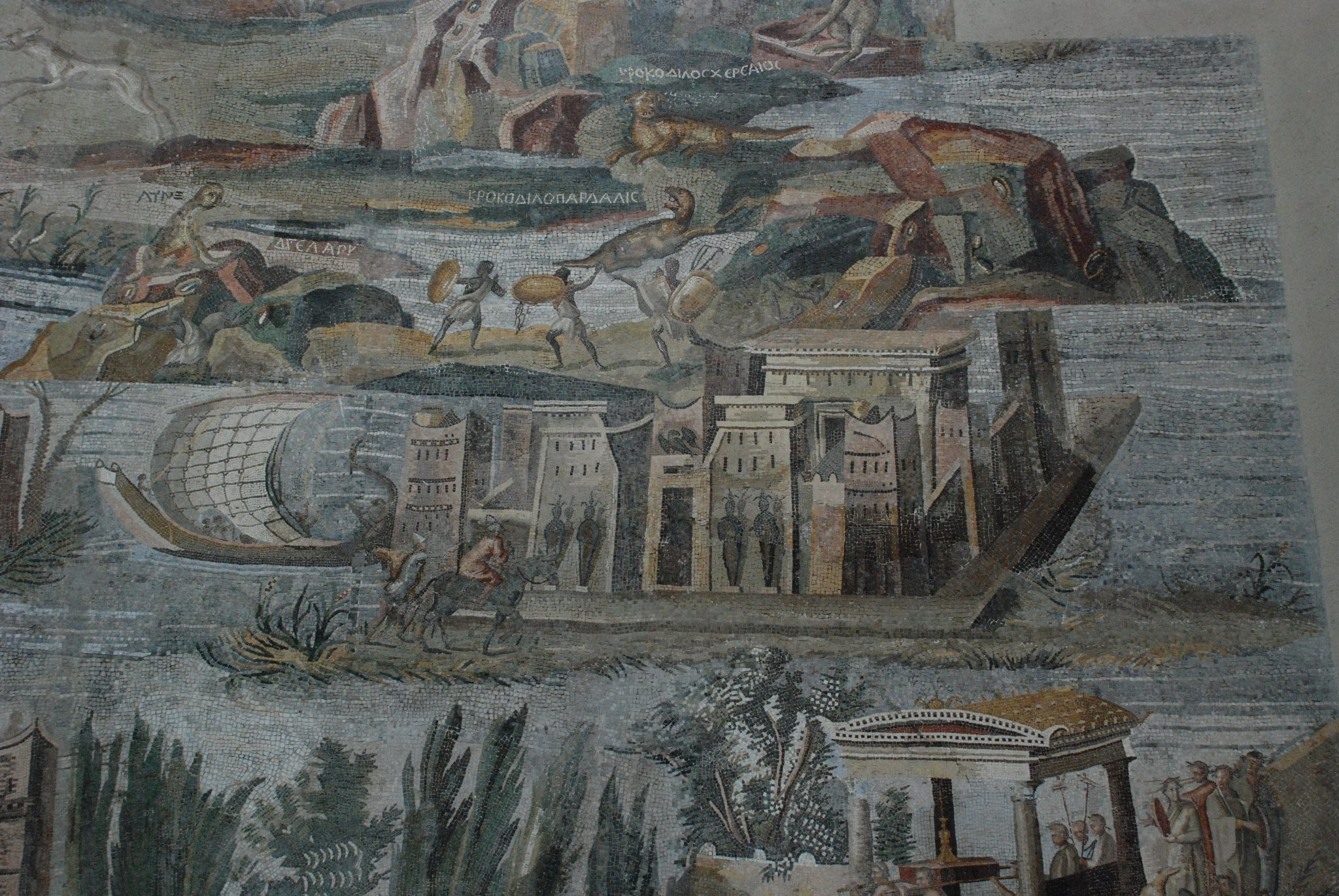
Mosaico del Nilo - Particolare

Tornate di nuovo a Palestrina, le lastre furono ricomposte su un piano leggermente inclinato in una delle sale del Palazzo Colonna Barberini.
Nel 1943, il Soprintendente alle Antichità del Lazio, Salvatore Aurigemma, d'accordo con la Principessa Maria Barberini, decise di far trasportare il Mosaico di nuovo a Roma, per timore che gli eventi bellici potessero danneggiarlo.
Finita la Seconda Guerra Mondiale, il Mosaico del Nilo sarebbe dovuto tornare immediatamente a Palestrina. Ma secondo il Soprintendente Aurigemma la sua ricollocazione su quello stesso piano lievemente inclinato, dove era già stato posizionato tra il 1855 e il 1943, non era più accettabile. Per ammirare la bellezza del mosaico prenestino era necessario ripensarlo in posizione verticale, come fosse un meraviglioso quadro da appendere alla parete. Ma per questo nuovo restauro era necessario un finanziamento rilevante, difficilmente reperibile dallo Stato, che in quel periodo era impegnato nella ricostruzione del Paese. Fu un contributo privato che permise la realizzazione di quest'impresa.
Nel 1952 la storica società cinematografica Ponti-De Laurentis, che in quell'anno produceva anche il primo film a colori girato in Italia, propose alla Soprintendenza la realizzazione di un documentario a colori sul mosaico di Palestrina per la regia di Gian Luigi Rondi, grande critico cinematografico e documentarista, divenuto in seguito presidente dell'Ente David di Donatello. La proposta fu accettata da Aurigemma, ma a una condizione: la società cinematografica si sarebbe dovuta fare carico di tutte le spese del restauro. I lavori iniziarono nell'estate del 1952. Oltre a catturare la bellezza del Mosaico del Nilo, le telecamere ripresero anche le varie fasi del restauro.  Il documentario, intitolato Il Nilo di Pietra, fu completato nel 1954.
Nel 1956 fu definitivamente collocato all'interno del Museo Archeologico Nazionale di Palestrina. 

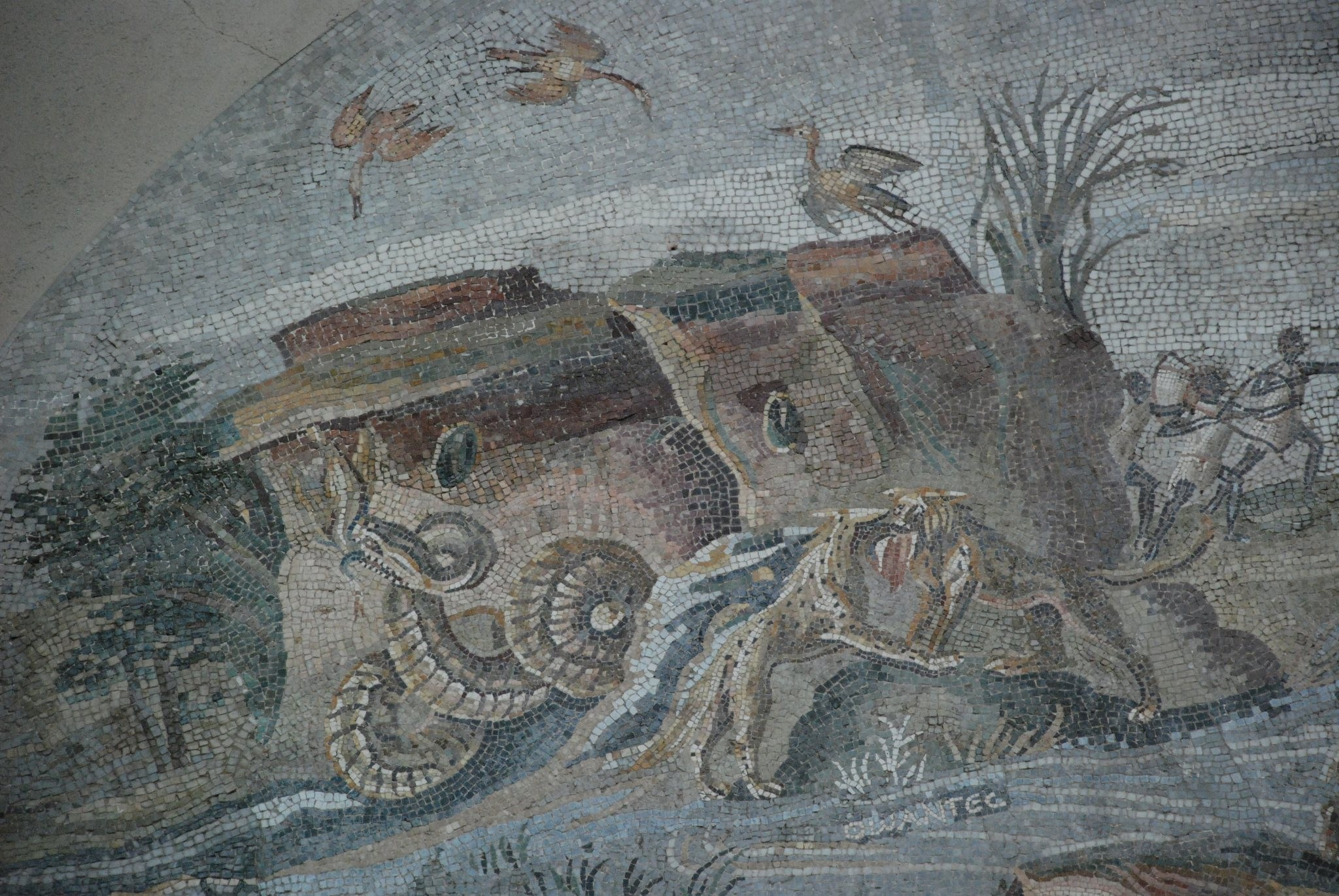
Mosaico del Nilo - Particolare

Nonostante i numerosi restauri, la grande scenografia del Mosaico del Nilo ha conservato una singolare delicatezza nei colori, illuminati da una sorprendente luce che accende e spegne rocce e figure, alberi e animali, una luce che sfiora le acque del Nilo e diventa il filo conduttore di tutta la rappresentazione.

## Descrizione
Il mosaico raffigura con visione unica dall'alto la regione dell'Alto e Basso Egitto in epoca greco-romana, al momento della piena del fiume Nilo. In alto sono raffigurati  i monti ancora selvaggi dell'Alto Egitto, con i pigmei cacciatori  e molte fiere, vere e mitologiche, come il coccodrillo e la sfinge, indicate con il loro nome. Scendendo verso il basso appaiono templi con un nilometro e case con ibis sacro sui tetti, una grande città murata con palazzi e 4 statue gigantesche, forse Tebe, capanne, la caccia agli ippopotami, navi e barche di pescatori, per arrivare in fondo al  mosaico, che raffigura lo sbocco sul mare, cioè il delta del Nilo, alludendo forse alla città di Alessandria, con torri e palazzi in stile greco e navi con soldati. Qui si fanno processioni nei templi e in un gazebo fiorito gli egizi allestiscono una tavolata per festeggiare la piena, che porta fertilità ai campi.

## Interpretazione
Fin dalla sua scoperta il Mosaico del Nilo ha suscitato l'interesse di numerosi studiosi che, pur riconoscendo l'Egitto nella rappresentazione, sono in disaccordo riguardo all'interpretazione.
Secondo il cardinale francese Melchior de Polignac, a cui si deve il merito di aver rilevato per primo che il Mosaico rappresentava l'Egitto, esso rappresenta il viaggio di Alessandro Magno al Tempio di Giove Ammone, scriveva che la parte superiore del quadro, dove sono raffigurati dei cacciatori neri con delle belve, rappresenta l'alto Egitto; dove invece il Nilo, lasciati i monti, scorre verso la pianura e forma il delta sono rappresentate le città di Eliopoli e Menfi. Secondo Polignac si trattava dei luoghi toccati da Alessandro Magno durante i suoi viaggi in Egitto.  Nella scena in basso a destra, dove sotto un padiglione sono raffigurati un condottiero con dei guerrieri e una figura femminile, Polignac vedeva Alessandro Magno incoronato dalla Vittoria. L'uomo che sulla prua di una nave da guerra stende la mano ad Alessandro, come a chiedere la pace, sarebbe Astace, governatore di Menfi. 

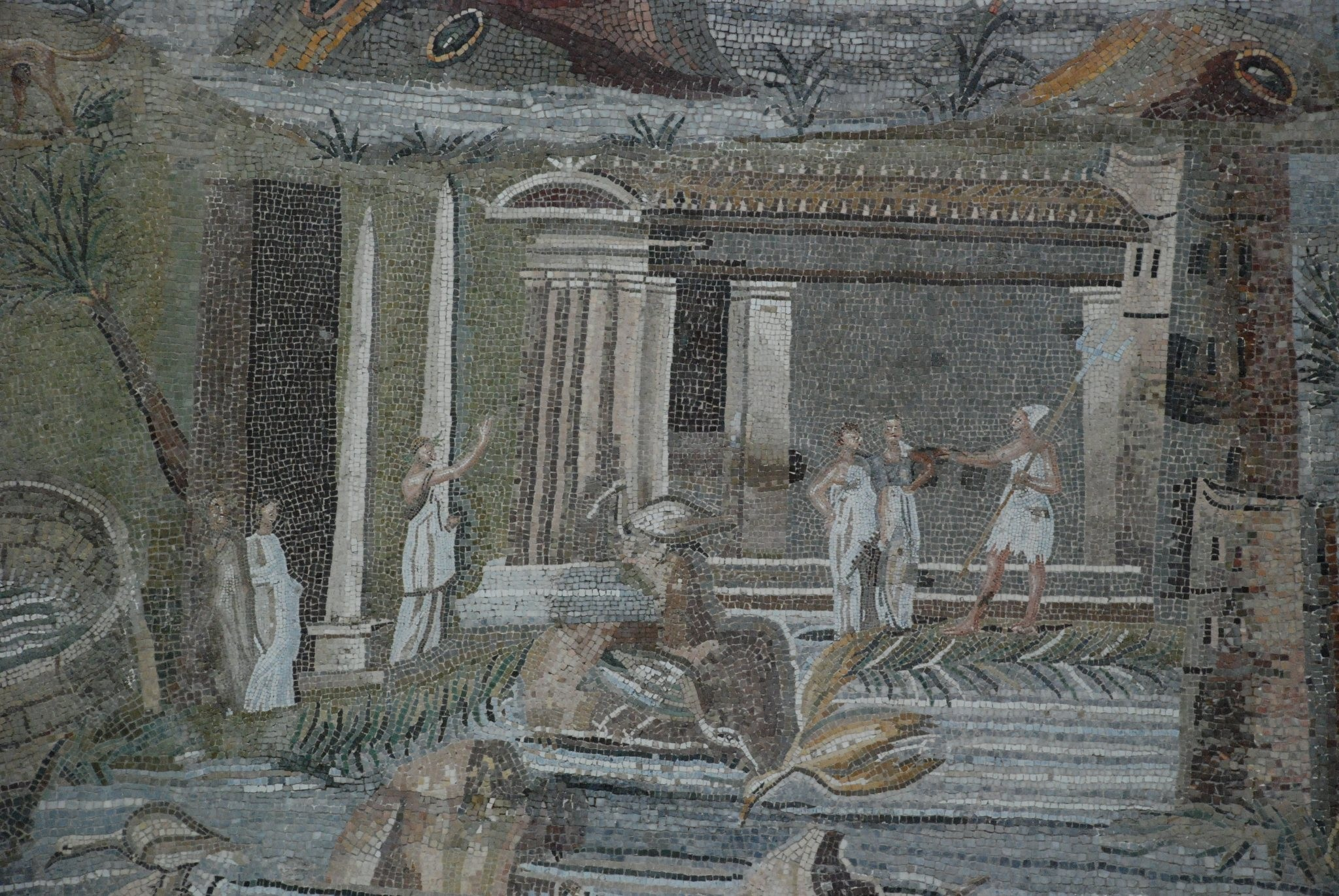
Mosaico del Nilo - Particolare

Il padre gesuita Giuseppe Rocco Volpi, dopo aver detto che gli obelischi, i sepolcri, i coccodrilli e gli altri animali dimostrano senza dubbio che il mosaico rappresenta l'Egitto, si soffermava sulla scena del padiglione con il condottiero e i soldati, confutando la tesi di Polignac che li vuole identificati in Alessandro Magno e i suoi soldati. Per lui le armature indossate dal gruppo sotto il padiglione non sarebbero macedoni ma romane.
Il filosofo e storico francese Jean Baptiste Dubos credeva che il grande quadro musivo non fosse altro che una specie di carta geografica dell'Egitto, per abbellire la quale l'antico artista ha rappresentato varie vignette, come nel XVII secolo facevano i geografi per riempire gli spazi vuoti delle loro carte. Tali vignette sarebbero tutte le singole scene che nel Mosaico del Nilo rappresentano uomini, animali, edifici, battute di caccia e cerimonie legate all'antico Egitto.
Secondo l'archeologo francese Jean Jacques Barthelemy il Mosaico venne realizzato durante i primi secoli dell'Impero, e in esso deve intendersi rappresentato il soggiorno di Adriano in Egitto.  Barthelemy scrisse che l'imperatore romano, dopo tale viaggio, decise di abbellire la sua villa di Tivoli con statue egizie, e di far realizzare il Mosaico del Nilo a Praeneste, l'altra città che ospitava una delle sue ville fuori Roma: la Villa di Adriano.
Nell'interpretazione dell'archeologo italiano Carlo Fea  il quadro rappresenta la conquista dell'Egitto da parte di Ottaviano Augusto. Sarebbe lui il condottiero che con i suoi ufficiali stanzia sotto il padiglione che si trova nella scena in basso a destra del Mosaico.
Dopo aver ribadito che quello del Mosaico è il Nilo raffigurato durante un'inondazione, momento sacro per gli Egizi che facevano dipendere la propria vita dal quel fiume, l'archeologo italiano Orazio Marucchi vedeva nella rappresentazione un omaggio a Iside, la dea egiziana con cui si identificherebbe la Fortuna Primigenia di Praeneste. Infatti, sempre secondo Marucchi, il culto della Dea Fortuna e l'arte della divinazione che si praticava a Praeneste avrebbero avuto origine in Egitto.